# Lipps Inc
Lipps, Inc. foi uma banda de studio que teve três hits de bastante sucesso: "Rock It" em 1979, "Funkytown", em 1980 e "Designer Music", em 1981. O grupo foi formado em Minneapolis, Minnesota por Steven Greenberg, que escreveu e produziu todas as músicas do grupo, e que também tocou vários instrumentos musicais. A vocalista e saxofonista era Cynthia Johnson e o guitarrista era David Rivkin.
Lipps, Inc. lançou seu álbum de estréia, Mouth to Mouth no início de 1980. O segundo single do álbum, "Funkytown", ficou quatro semanas em número um, tanto no Billboard Hot 100 quanto no Hot Dance Music Charts/Club Play nos Estados Unidos, e foi premiado - nos EUA -, com um disco de platina (01.000.000 de cópias).  Ele ficou em segundo lugar no Top 10 no Reino Unido  e foi um sucesso em todo o mundo. 

## Discografia

### Álbuns
- 1979: "Mouth to Mouth" (Casablanca/  Polygram,  L.P. e  Tape).
- 1980: "Pucker Up" (Casablanca/  Polygram,  L.P. e  Tape).
- 1981: "Designer Music" (Casablanca/  Polygram,  L.P. e  Tape).
- 1982: "4 (álbum de Lipps Inc)" (Casablanca/  Polygram,  L.P. e  Tape).
- 1985: Hit The Deck/ Does Anybody Know Me (Casablanca/  Polygram,  L.P. e  Tape).

### Coletâneas
- 1992: "Funkyworld: The Best of Lipps, Inc.", ( Island/  Polygram,  L.P.,  Tape e  C.D.).
- 2003: "Funkytown", ( Island/  Universal,  L.P.,  Tape e  C.D.).

### Singles
- 1979: "Rock It"
- 1980: "Funkytown"
- 1980: "Designer Music"
- 1981: "All Night Dancing"
- 1981: "How Long"
- 1981/ 1982: "Jazzy"
- 1982: "There They Are"